# Australian-Venture-Klasse
Die Australian-Venture-Klasse bestand aus fünf weitgehend baugleichen Kühlcontainerschiffen der 2. Generation.

## Geschichte
Die Schiffe wurden von der Australian National Line in Melbourne, Associated Container Transportation in London, Overseas Containers Limited in London und der New Zealand Shipping Corporation in Wellington beim Bremer Vulkan in Auftrag gegeben, von Oktober 1976 bis Mai 1978 auf Kiel gelegt und von Februar 1977 bis September 1978 abgeliefert.

## Schiffsbeschreibung
Die Schiffe hatten eine Länge über alles von 248,6 m, Breite von 32,3 m und eine Tiefgang von 12 m und waren mit rund 44.000 BRT vermessen. Zwei langsamlaufende MAN-Zweitakt-Dieselmotoren hatten eine Antriebsleistung von jeweils 26.640 PS (19580 kW) bei 122/min und wirkten ohne Getriebe auf zwei Propeller mit fünf Flügeln und 6,3 m Durchmesser. Damit hatten die Schiffe eine Nenngeschwindigkeit von 24 kn bei 0,85 MCR. Die Schleppversuche erfolgten in Wageningen, Seegangs- und Manövrierversuche bei der HSVA in Hamburg. Zur Stromerzeugung wurden fünf Dieselgeneratoren von MAN, Typ G8V 30/45 ATL, mit einer Nennleistung von 1650 kW installiert. Zur Dampferzeugung dienten zwei Abgaskessel zu je 3,5 t/h bei 8 bar Nenndruck sowie zwei ölgefeuerte Hilfskessel mit einer Nennleistung von 5 t/h bei 8 bar Nenndruck für den Revier- und Hafenbetrieb.
Die Kühlcontainerschiffe galten seinerzeit mit der hohen Kühlcontainerkapazität von rund 1275 20-Fuß-Porthole-Kühlcontainern (Reefer-TEU = R-TEU) als diejenigen mit der weltweit größten Kühlkapazität. Die größten Kühlschiffe dieser Zeit hatten in 16 bis 20 Kühldecks rund 18.000 m³ Kühlkapazität und die Australian-Venture-Klasse mit rund 1275 Kühlcontainer rund 42.000 m³ Kühlkapazität. Sie erhielten senkrechte Kühlstabe. Sie zeugten für die intensive Bautätigkeit des Bremer Vulkan. Das Besondere an diesen Schiffen war die hohe Kühlcontainerkapazität, die aufgrund der Kühlladung bestehend aus Fleisch und Obst notwendig war.
Die Container wurden an Deck zu neun nebeneinander und unter Deck vertikal acht übereinander gestaut. Die Ladungskühlanlage wurde von der englischen Firma Hall Thermotank geliefert und arbeitete mit dem Kältemittel R 22 und Salzsole. Als Kältemaschinen wurden vier Schraubenverdichter und ein Kolbenverdichter mit acht Zylindern eingesetzt. Die Porthole-Kühlcontainer wurden von einer schiffseigenen Ladungskühlanlage versorgt. Sie wurden in den gekühlten isolierten Laderäumen 3–9 untergebracht und konnten bis −23 °C, im Laderaum 8 bis −29 °C gekühlt werden. Sie wurden  durch isolierte Luftkanäle mit Kälte versorgt, in denen sich die mit Salzsole durchströmten Luftkühler und die Containerkupplungen befanden.

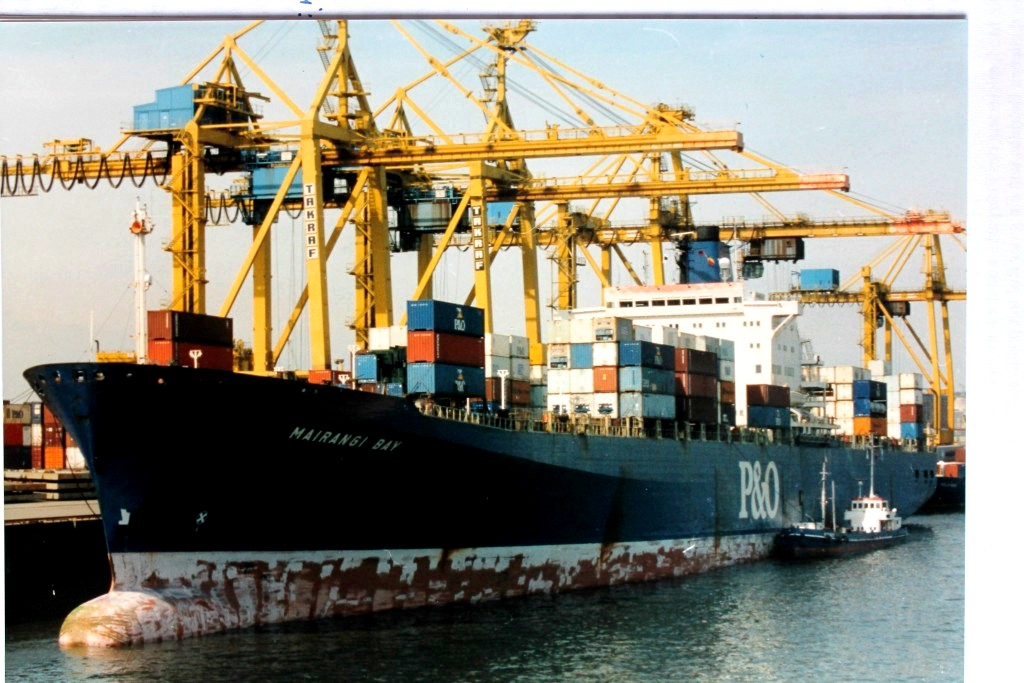
Mairangi Bay in Hamburg
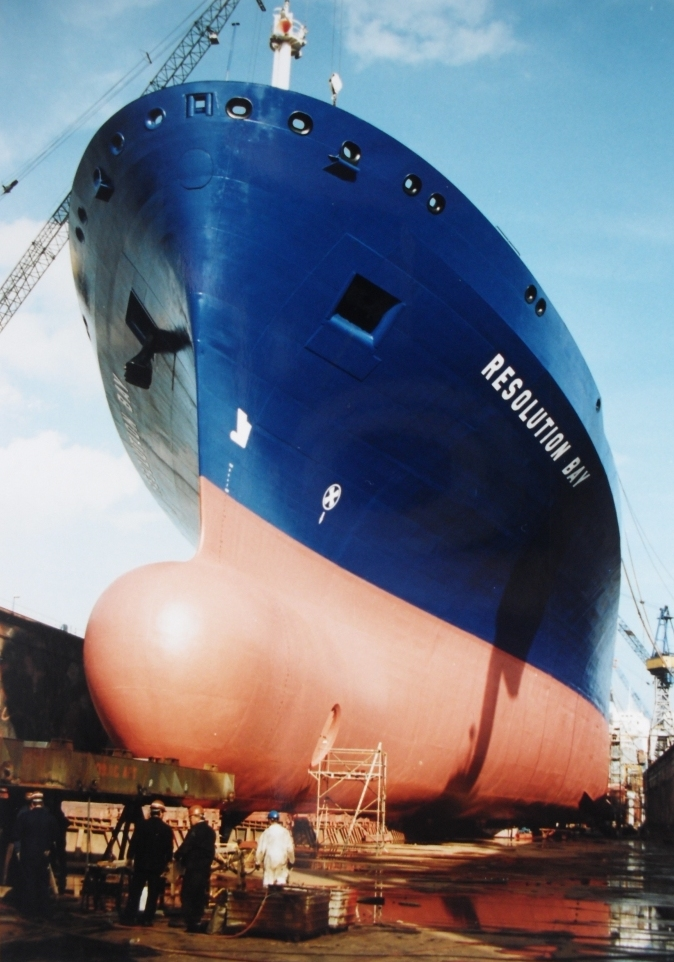
Resolution Bay im Schwimmdock
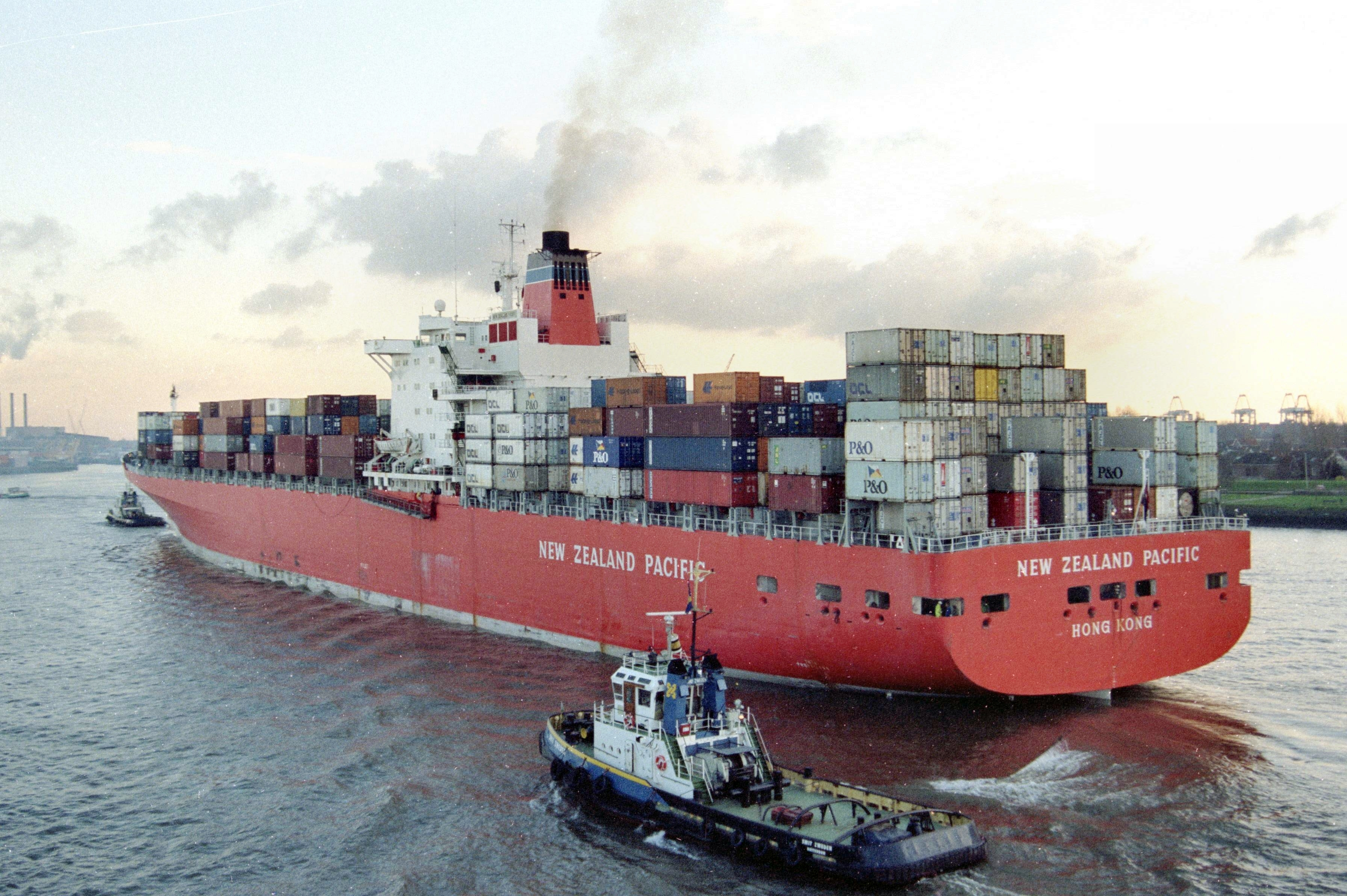
New Zealand Pacific in Rotterdam (1995)
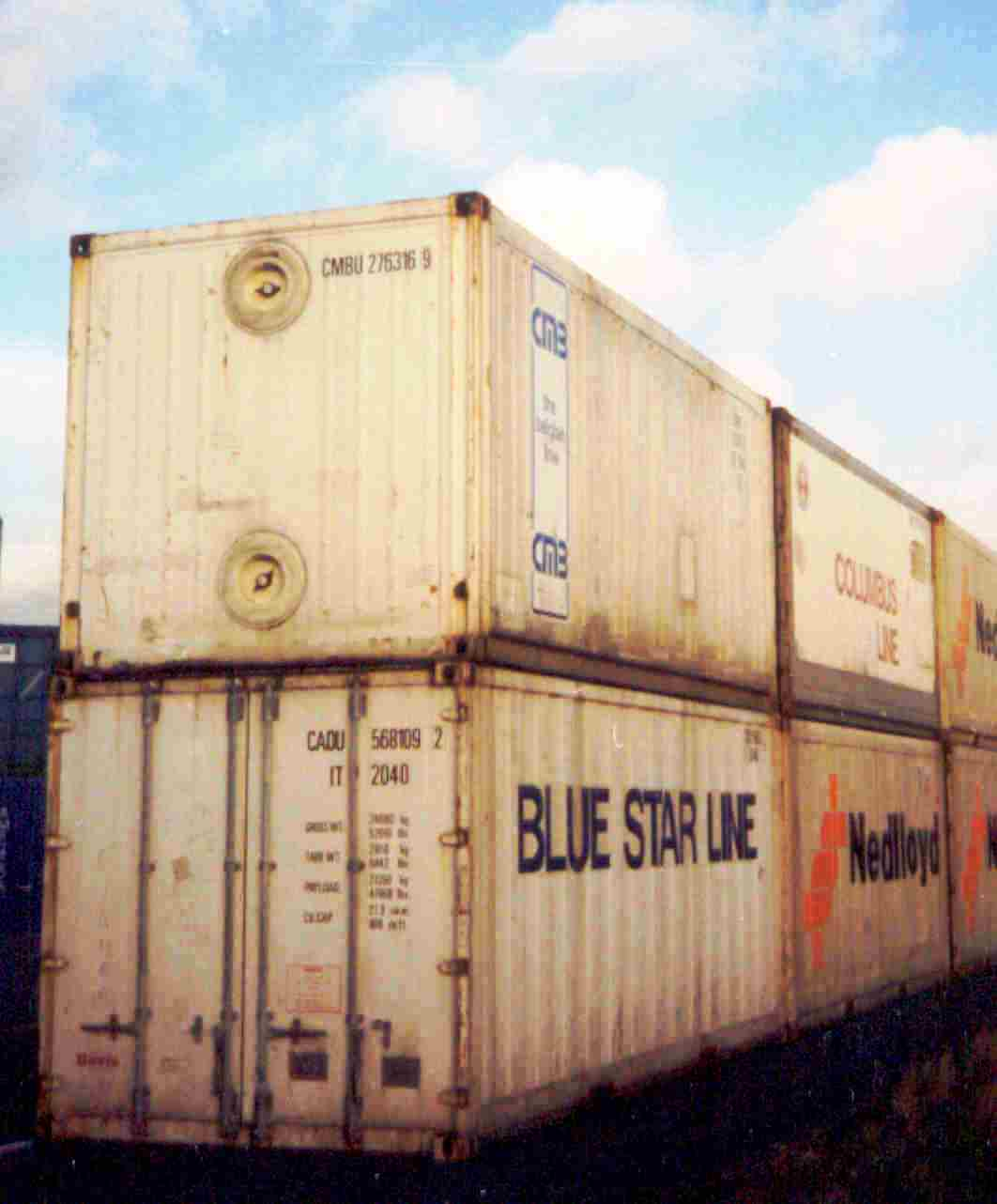
Porthole Container
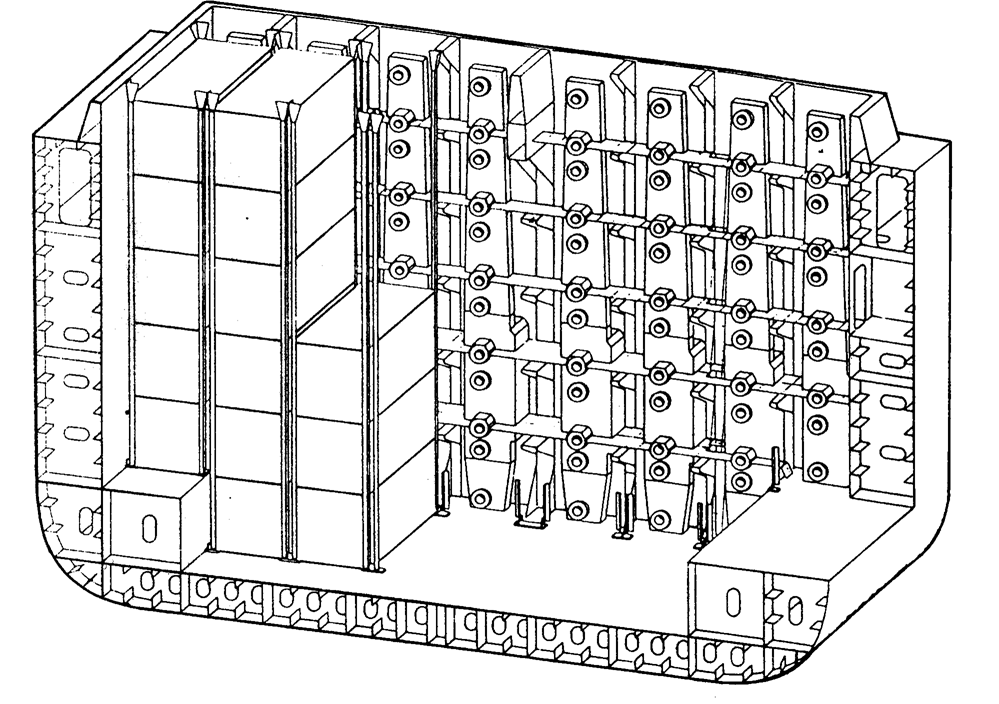
Die 2. Generation dieser Schiffe erhielten senkrechte Kühlstäbe
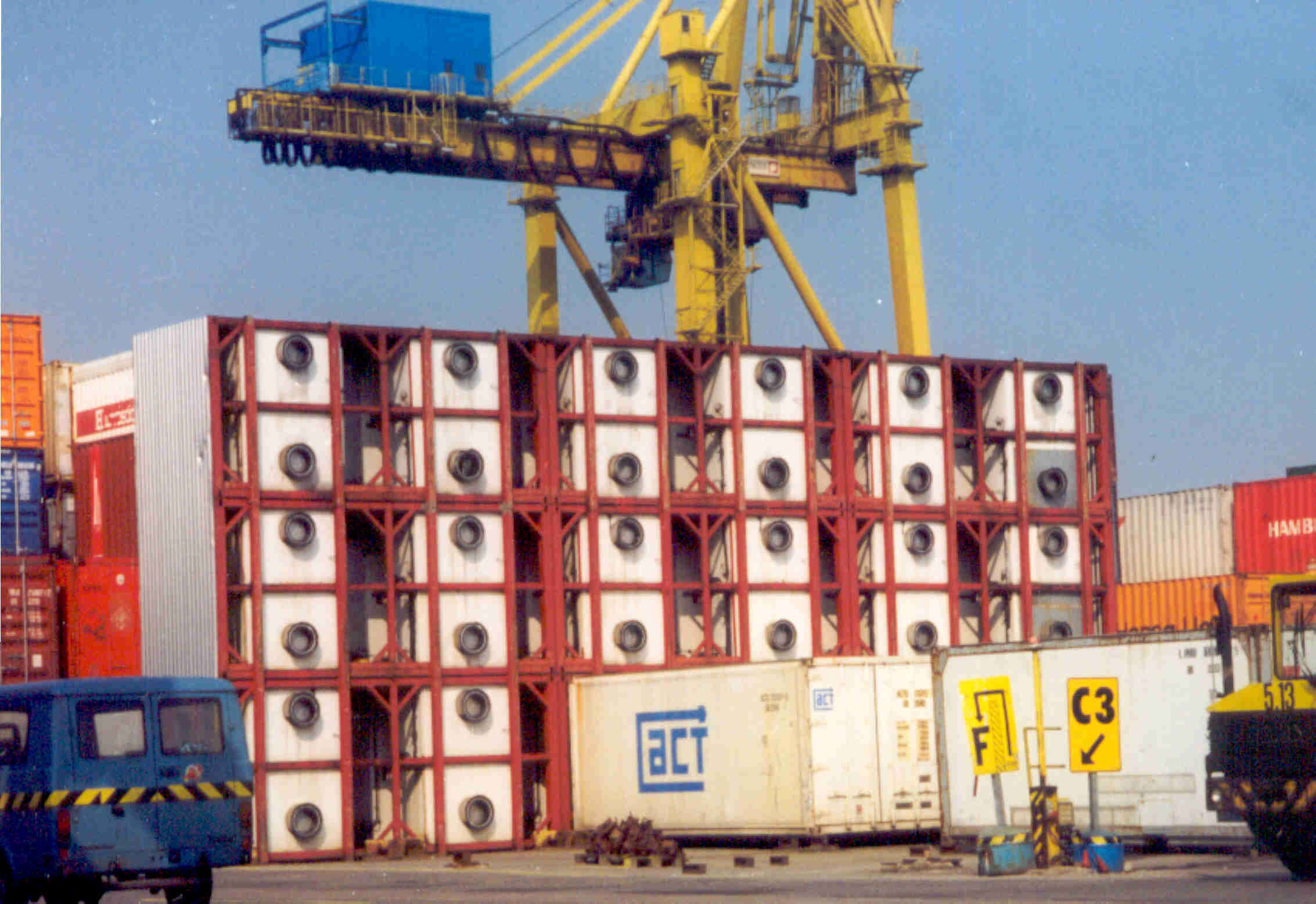
Kühlstäbe im Hafen

## Die Schiffe
| Australian-Venture-Klasse | Australian-Venture-Klasse | Australian-Venture-Klasse | Australian-Venture-Klasse           | Australian-Venture-Klasse                  | Australian-Venture-Klasse                                          | Australian-Venture-Klasse |
| Bauname                   | Bau- nummer               | IMO-Nummer                | Kiellegung Stapellauf Ablieferung   | Auftraggeber                               | Umbenennungen und Verbleib                                         |                           |
| ------------------------- | ------------------------- | ------------------------- | ----------------------------------- | ------------------------------------------ | ------------------------------------------------------------------ | ------------------------- |
| Australian Venture        | 1004                      | 7416911                   | - 23. Oktober 1976 28. Februar 1977 | Lombard Leasing Corporation HBZ Finance AG | 1996 MSC Nuria, ab 21. Dezember 2006 in Chittagong verschrottet.   |                           |
| ACT 7                     | 1005                      | 7416923                   | - 1977                              | Associated Container Transportation        | 1991 Palliser Bay, 2002 in Jiangyin verschrottet.                  |                           |
| Resolution Bay            | 1006                      | 7417575                   | - 1977                              | Overseas Containers Limited                | 2002 in Shanghai verschrottet.                                     |                           |
| Mairangi Bay              | 1007                      | 7417563                   | - Januar 1978 April 1978            | Overseas Containers Limited                | Ab 7. Juni 2002 in Jiangyin verschrottet.                          |                           |
| New Zealand Pacific       | 1008                      | 7417587                   | - September 1978                    | Shipping Corporation of New Zealand        | 1989 Tui, 1989 New Zealand Pacific, 2002 in Jiangyin verschrottet. |                           |
| Daten: Equasis            |                           |                           |                                     |                                            |                                                                    |                           |